# Yūkei Teshima
Yūkei Teshima (jap. 手島 右卿 Teshima Yūkei; * 3. November 1901 in Aki in der Präfektur Kōchi in Japan; † 27. März 1987 in Tokio, Japan) war ein japanischer Maler und Kalligraf.

## Leben
Yūkei Tejima war ein wichtiger Lehrer für Malerei und Vertreter der modernen Malerei Japans nach dem Zweiten Weltkrieg. Er studierte bei Tenrai Hidai (1872–1939), einem Kalligrafen, der im Meiji-Stil arbeitete. Er war Gründungsmitglied der Künstlervereinigung Dokuritsu Shodō-kai (ab 1967: Dokuritsu Shojin-dan), als deren Präsident er bis zu seinem Tod im Januar 1987 fungierte.

## Internationale Ausstellungen
Tejimas Werke waren Bestandteil der großen Wanderausstellung Japanische Kalligrafie die im Jahr 1955 in verschiedenen europäischen Ländern gezeigt wurde. Er war Teilnehmer der 4. Biennale von São Paulo 1957. Auch auf der documenta II im Jahr 1959 in Kassel waren mehrere seiner Arbeiten vertreten. Im September 1969 wurde eine Ausstellung Yuhkei and his School in Belgien, im September 1975 in Frankreich, im Mai 1982 in den USA und im Mai 1985 im Revolutionsmuseum in Peking gezeigt.

## Gedenken
Im März 1989, zwei Jahre nach seinem Tod, veranstaltete die Dokuritsu Shojindan eine große Retrospektive auf sein Schaffen.
Im September 1997 wurde in Kōya-san in der Präfektur Wakayama ein Epitaph mit Yūkei Tejimas sho (Kalligrafien) errichtet.